# Aquasar
Aquasarは、2010年にスイスのチューリッヒ工科大学(ETH Zürich)に稼動したスーパーコンピュータ。ETHとIBMが共同開発し、温水利用の直接冷却技術により、施設全体の消費電力とCo2排出量を削減した。

## 概要
Aquasarは「水冷スーパーコンピュータにおける温水の直接利用 - エネルギーと排出を節約する高性能なコンピュータとデータセンタへの道」と呼ばれる3年間の共同研究プロジェクトの1部である。ETH Zurichと IBM Research (en)に加えて、ローザンヌ工科大学(ETH Lausanne)も参加した。またスイスのエネルギーおよびモビリティ能力開発センター(Centre of Competence of support for Energy and Mobility、CCEM)もこのプロジェクトに共同出資した。
AquaserはIBM BladeCenterを使用したクラスターシステムで、3台の BladeCenter Hシャーシの中に、2個のIBM PowerXCell 8i プロセッサを搭載したブレードサーバーIBM BladeCenter QS22 が33枚と、2個のインテル Nehalemプロセッサを搭載したブレードサーバーが 9枚が格納されている。水冷システムの対象は2台のIBM BladeCenter H シャーシで、22枚のIBM BladeCenter QS22 と、6枚のIBM BladeCenter HS22が含まれる。
Aquasarは、約6 テラフロップスの性能で、消費電力当たり性能は約450 MFLOPS/Watt（メガフロップス/ワット）である。

## 温水の直接利用による冷却
Aquasarの冷却システムは空冷ではなく水冷だが、単にコンピュータの筐体内ではなく、マイクロチャネル（極小の水路）と呼ばれる経路を使用してプロセッサを直接冷却する。この冷却水は、60度などかなり高温でも効率的に冷却でき、その温水を大学の建物の暖房など他の用途にも副次的に使用できる。
IBMは温水冷却による利点を以下のように説明している。空冷を使用した場合の平均的なデータセンタの消費電力と二酸化炭素排出量の50%以上は、コンピュータ本体ではなくプロセッサのオーバーヒートを避けるための冷却システム（空調設備）に使われており、エネルギー使用効率の観点から全体最適されていない。しかし水冷を使用してプロセッサを直接冷却することで、エネルギー使用効率が向上し、消費電力を40%以上削減できる。また通常の水冷では水の冷却に電力を消費するが、気温より温度の高い温水を使用すれば、通常の熱交換によってプロセッサを冷却するために必要な温度まで下げる事ができ、更にその熱交換で得た熱を施設の暖房に再利用すれば施設外部への新規の熱排出も発生せず、全体で二酸化炭素排出量を最大85%削減できる。
この冷却システムは当システムで最初に実用化され、2012年のSuperMUCでも使用された。